# 迪瓦恩 (科羅拉多州)
迪瓦恩（英語：Devine）是位於美國科羅拉多州普韋布洛縣的一個人口普查指定地區。

## 地理
迪瓦恩的座標為38°16′30″N 104°27′27″W / 38.27500°N 104.45750°W，而該地最高點為海拔高度1397米（即4583英尺）。

## 人口
根據2010年美國人口普查的數據，迪瓦恩的面積為5.00平方千米，當中陸地面積為5.00平方千米，而水域面積為5.00平方千米。當地共有人口500人，而人口密度為每平方千米100人。